# Klatrebrombær
Klatrebrombær (Rubus henryi), også skrevet Klatre-Brombær, er en stedsegrøn lian. grenene er fint tornede. Først er de hvidgrå på grund af et tæt hårlag, men senere bliver de brune eller rødbrune. 

## Beskrivelse
Knopperne sidder spredt, og de er små og lysegrå på grund af et tæt hårlag. Bladene er trelappede med meget dybe indskæringer. Oversiden er blank og mørkegrøn, mens undersiden er tæt hvidfiltet. Bladranden er fint savtakket. Bladene har af og til små torne på undersiden af nerverne. 
Blomstringen sker dels i maj-juni og dels i august-september. Blomsterne er først rødlige med tyndt hårdække, senere kødfarvede med tilbagebøjede, udrandede kronblade og talrige, gråhvide støvdragere. Frugterne er skinnende sorte samlefrugter, bær, med næsten perfekt kugleform, men de ses kun sjældent i Danmark og de når næppe nogensinde at modne her.
Klatrebrombær laves som stiklinger, og det giver planten et trævlet rodnet i de første år. Senere udvikles et højtliggende netværk af kraftige hovedrødder. Arten fremkalder jordtræthed.
Højde x bredde og årlig tilvækst: 6 x 0,5 m (100 x 5 cm/år).

## Hjemsted
Klatrebrombær findes på skråninger, i krat og skovbryn og langs lysninger under 2500 m i de kinesiske provinser Guizhou, Hubei, Hunan og Sichuan. 
På Emeibjerget vokser den sammen med bl.a. skæbnetræ, Cunninghamia lanceolata, Kalopanax pictus, klatrehortensia, pernykristtorn, pilebladet dværgmispel og vinterlue.

## Anvendelse
Planten kan bruges til espaliering op ad mure og hegn, men den må anses for at være sart, og den bør gives godt dræn og et skyggefuldt voksested, hvis den skal overleve i Danmark. De unge blade bruges i Kina til at lave te af.
| Portal | Portal:Botanik |